# سید عبدالله نوری

رئیس حزب رنسانس اسلامی تاجیکستان و امامعلی رحمان رئیس جمهور تاجیکستان

عبدالله نوری (به خط سیریلیک: Сайид Абдуллоҳи Нурӣ، نام اصلی: عبدالله نورالدینوویچ سعیدوف) (زاده ۱۵ مارس ۱۹۴۷، درگذشته ۹ اوت ۲۰۰۶) رهبر اسلام‌گرایان تاجیکستان بود.
او از ۱۹۹۲ تا ۱۹۹۷ رهبری نیروهای مخالف دولت را در جنگ داخلی تاجیکستان در دست داشت. وی سال‌ها رهبر حزب نهضت اسلامی تاجیکستان (Наҳзати Исломии Тоҷикистон) بود.

## زندگی‌نامه
وی در ۱۵ مارس ۱۹۴۷ در روستای سنگوار در ناحیه طویل‌دره به دنیا آمد. وی اصول دین اسلام را از پدرش ملا نورالدین آموخت. در ۱۹۵۷ یک حزب مذهبی پنهانی بنیان گذاشت که بعد از فروپاشی شوروی حزب نهضت اسلامی تاجیکستان نام گرفت.
وی در ۹ اوت ۲۰۰۶ در دوشنبه درگذشت.